# Distretto di Uranmarca
Il distretto di Uranmarca è un distretto del Perù nella provincia di Chincheros (regione di Apurímac) con 3.040 abitanti al censimento 2007 dei quali 1.002 urbani e 2.038 rurali.
È stato istituito il 19 novembre 1985.